# Philippe Habert (poète)
Pour les articles homonymes, voir Philippe Habert.
Philippe Habert (1604 à Paris - 26 juillet 1637 à Aimeries en Belgique) est un poète français.

## Biographie
Frère de Germain Habert et cousin de Henri Louis Habert de Montmor, ami de Conrart, il est l'un des premiers membres de l'Académie française, dont il contribue à rédiger les statuts. Capitaine d'artillerie, il est tué à l'âge de 33 ans par la chute d’un mur lors de l'explosion d’un dépôt de munitions dans le Hainaut.
Les « Trois Habert », comme les nommaient leurs contemporains, appartenaient au « cénacle des Illustres Bergers » qui, cultivant la poésie dans des campements champêtres sur les bords de la Seine, s’appliquaient à vivre comme les héros de L’Astrée. Seul un poème de Philippe Habert a été publié de son vivant, Le Temple de la mort, que Paul Pellisson appelle « une des plus belles pièces de notre Poësie Françoise » et dont John Sheffield fera plus tard une traduction en anglais.

## Madrigal
Ce madrigal composé par Philippe Habert a été mis dans la bouche du narcisse pour la Guirlande de Julie :
Épris de l'amour de moy-même,
De Berger que j'estois je devins une Fleur ;
Faites proffit de mon malheur,
Vous que le Ciel orna d'une beauté suprême ;
Et pour en eviter les coups,
Puisqu'il faut que tout ayme, aymez d'autres que vous.